# Tinodes amtkela
Tinodes amtkela är en nattsländeart som beskrevs av Wolfram Mey och Mueller 1979. Tinodes amtkela ingår i släktet Tinodes och familjen tunnelnattsländor. Inga underarter finns listade i Catalogue of Life.